# Xã Florence, Quận Stephenson, Illinois
Xã Florence (tiếng Anh: Florence Township) là một xã thuộc quận Stephenson, tiểu bang Illinois, Hoa Kỳ. Năm 2010, dân số của xã này là 1.293 người.